# Fredrik Böök
Martin Fredrik Christofferson Böök (Kristianstad, 12 maggio 1883 – Copenaghen, 2 dicembre 1961) è stato uno scrittore svedese.
Autore di saggi critici quali Il romanzo e il racconto in Svezia fino al 1809 (1907), Viaggio intorno al Parnaso svedese (1926) e di monografie come Erik Johan Stagnelius (1919) ed Esaias Tegnér (1917), insieme ad Henrik Schück fu la figura predominante della letteratura svedese della prima metà del XX secolo.
Dal 1922 fu membro dell'Accademia di Svezia. Esplicitamente nazista, dopo il 1945 fu progressivamente dimenticato.